# Carlos Maderna
Carlos Hugo Maderna (La Plata, 4 de agosto de 1910 - La Plata, 23 de enero de 1976) fue un ajedrecista argentino, bicampeón nacional.

## Resultados destacados en competición

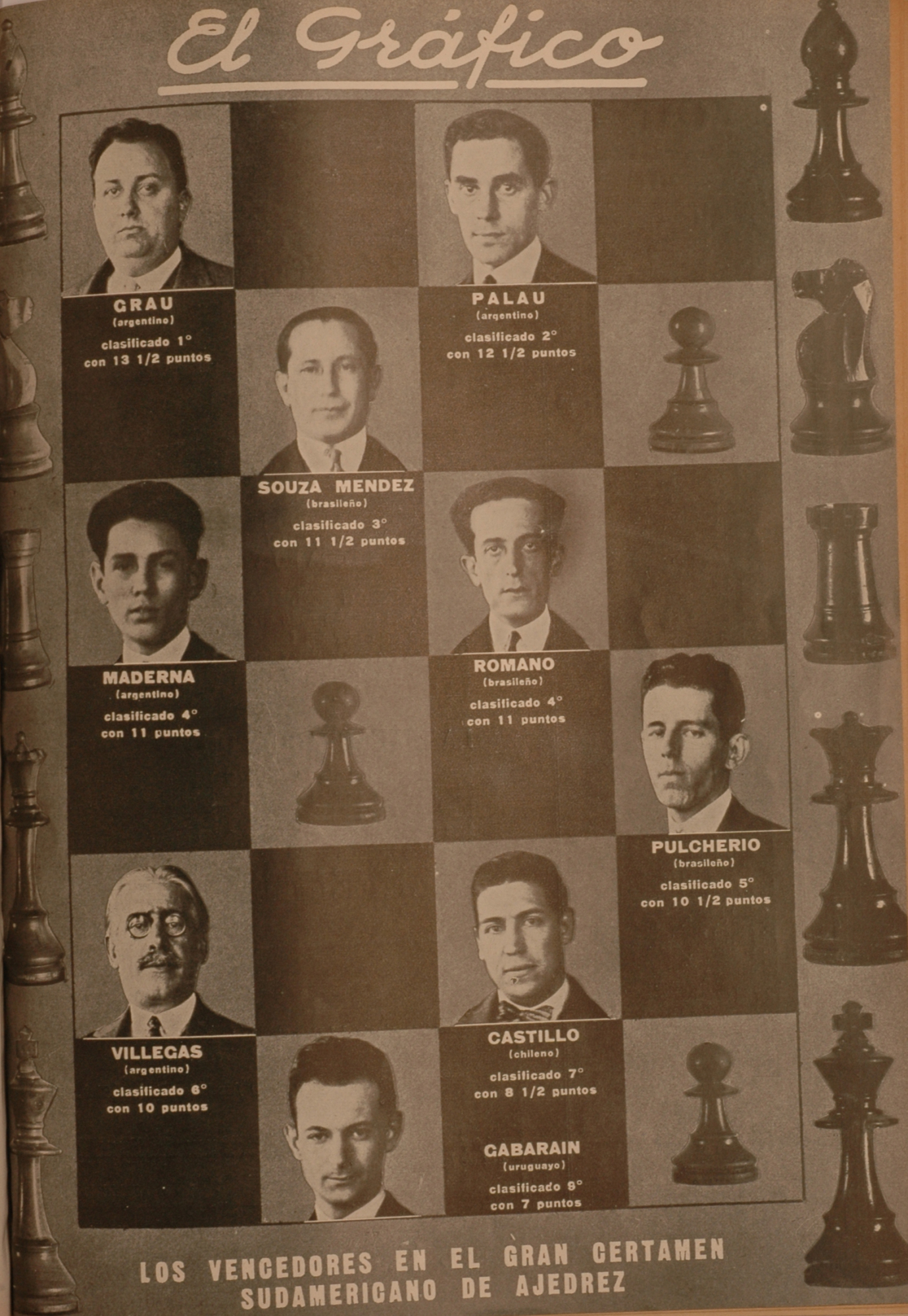
Maderna, primero de izquierda a derecha en la tercera hilera, en 1928.

Fue campeón argentino en dos oportunidades: en 1939, al vencer en match por el título a Luis Piazzini, y en 1950, tras ganar el desempate contra Jacobo Bolbochán y Enrique Reinhardt. En 1940 perdió la corona ante su desafiante, el futuro gran maestro Carlos Guimard.
Participó representando a Argentina en dos Olimpíadas de ajedrez: en La Haya 1928 y en Varsovia 1935.
Además, ganó los torneos de Buenos Aires 1930 "Bodas de Plata del Club Argentino de Ajedrez", de Buenos Aires 1931 "Geniol" y de Santa Fe 1948 "Ángel Cassanello".